# Eustomias quadrifilis
Eustomias quadrifilis, especie de pez, de la familia Stomiidae, en el orden de los Stomiiformes.

## Hábitat
Es un pez de mar y de aguas profundas que vive entre 250-500 m de profundidad.

## Distribución geográfica
Se encuentra al este de Nueva Jersey (Estados Unidos ).